# Сплуга-делла-Прета

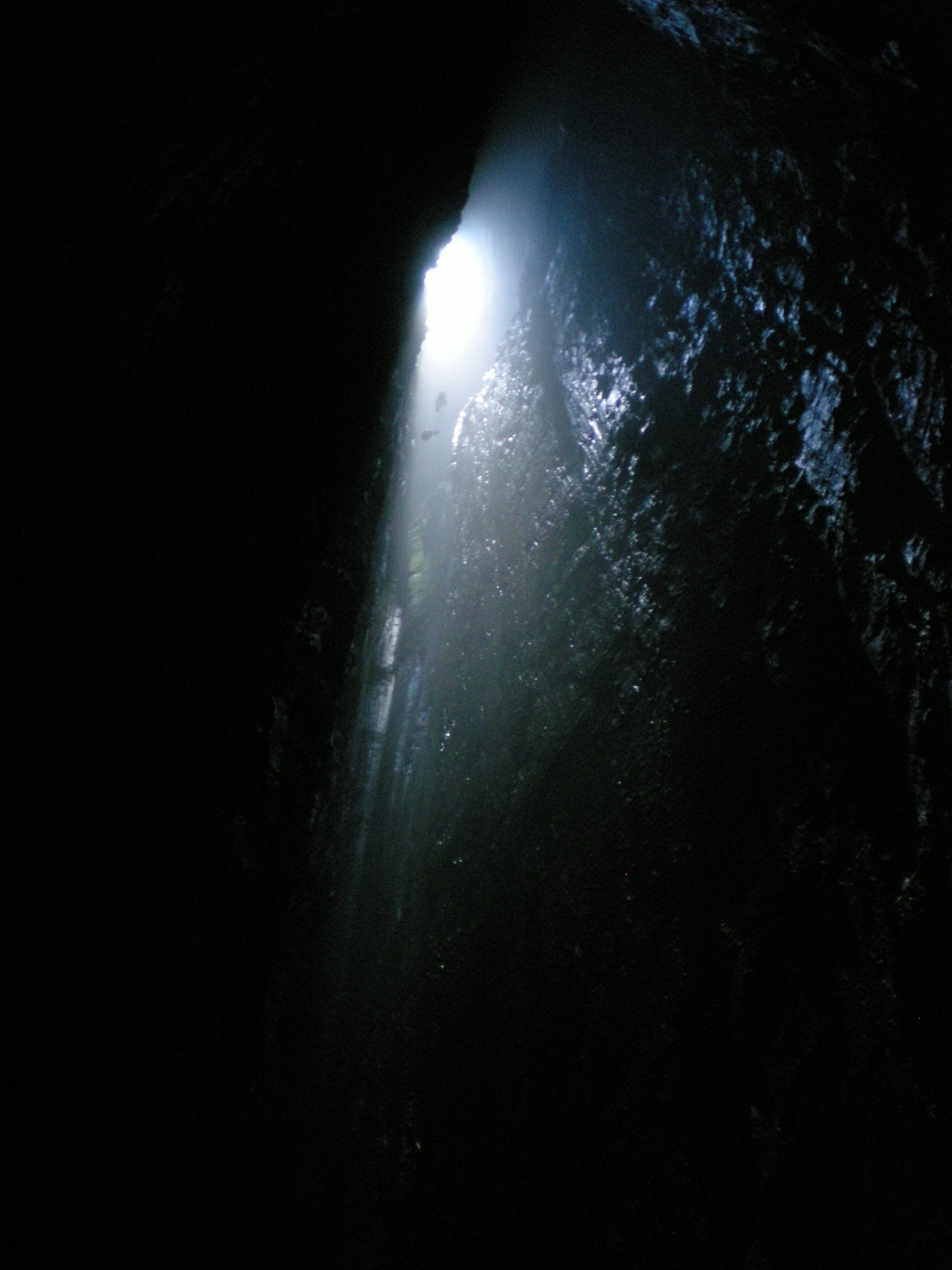
Вхідний колодязь (131 м). Можна розгледіти силуети двох спелеологів, що піднімаються.

Сплуга-делла-Прета (італ. Spluga della Preta) — печера на півночі Італії, у провінції Верона поблизу комуни Сант'Анна-д'Альфаедо. Нині глибина печери оцінюється в 875 м і вона займає скромне місце у другій сотні Списку найглибших печер світу, але з 1924 по 1953 роки Сплуга делла Прета була найглибшою печерою планети.

## Історія досліджень
Перша письмова згадка провалля датується 1901 роком, коли учитель з Али дон Джованні Коссер опублікував замітку під назвою Brevi notizie sui Monti Lessini (Короткі новини про гори Лессіні), де згадував прірву Сплуга, оцінену ним в 500 м глибиною. У 1904 році префект Верони, граф Сормані Моретті повторить ці цифри. Перша адекватна оцінка глибини вхідного колодязя в 129 м з'являється в 1909 році в публікації Club Alpino Italiano.
Справжні дослідження печери починаються лише в 1925 році. Серія експедицій 1925-26 років досліджує печеру, але точних вимірювань глибини не робиться, було просто оголошено, що спелеологи Верони спустилися глибше 500 м, що було із запасом досить для того, щоб 1926 року Сплуга делла Прета очолила список якнайглибших печер світу. У країні панує фашизм, і печера отримує назву Abisso Mussolini.
У 1927 році, в останній експедиції з першої хвилі досліджень, інженер де Баттісті оголошує, що рівень озера на досягнутому дні печери знаходиться на відмітці −636 м. Значно пізніше, в 1954 році, вимірювання, проведені спелеологами Трієста, (Società Adriatica di Scienze Naturali di Trieste), показали, що ця оцінка була завищена, глибина дослідженої частини склала −594 м. Але в 1926 році у печери ще не було конкурентів, а в 1954 році Сплуга делла Прета у будь-якому випадку безнадійно здала позиції, коли в 1953 році французи спустилися в Пьєр-Сен-Мартен глибше −700 м.
10 липня 1963 року двоє спелеологів команди G.E.S. Falchi (Gianni Ribaldone з Турину і Giancarlo Pasini з Болоньї) відкрили грот Sala Nera (Чорна Зала) на глибині −875 м, який на довгі роки став дном печери. Сплуга делла Прета стала другою за глибиною у світі слідом за французькою прірвою Берже.
20 липня 1964 року в печері гине Маріса Болла Кастеллані, дружина керівника експедиції Луїджі Кастеллані.
У 1981—1982 роках Франка Флоріо і Олімпіо Фантуз здійснюють сходження в Sala Nera і відкривають продовження до глибини −985 м. Відтоді у печері більше не було зроблено великих відкриттів. Більше того, згодом свідчення глибини були уточнені у бік істотного зменшення, на сьогодні глибина печери вказується у 875 або 877 м.
У 1988-92 роках в рамках спеціальної програми Corno d'Aquilio з печери було винесено понад 4 т сміття, що накопичилося від перших дослідницьких експедицій.

## Ресурси Інтернету
- Офіційний сайт.
- Фотографії.
- Del sitio del FIE la historia de la expedición de 1964
- Congreso de Bioespeología del 2002 [Архівовано 7 жовтня 2012 у Wayback Machine.]